# Pete Alonso
Peter Morgan Alonso (Tampa, 7 dicembre 1994) è un giocatore di baseball statunitense che gioca nel ruolo di prima base per i New York Mets della Major League Baseball (MLB).

## Biografia
Alonso nacque da Michelle e Peter Matthew Alonso a Tampa, in Florida. Il nonno paterno, Peter Conrad Alonso, abbandonò Barcellona durante la Guerra civile spagnola insediandosi nel Queens di New York.
Alonso frequentò le scuole superiori nella sua città natale, i primi due anni alla Jesuit High School, e i restanti, fino al diploma, alla Henry B. Plant High School. Si iscrisse all'Università della Florida di Gainsville, prima di essere selezionato per il baseball professionistico.

## Carriera

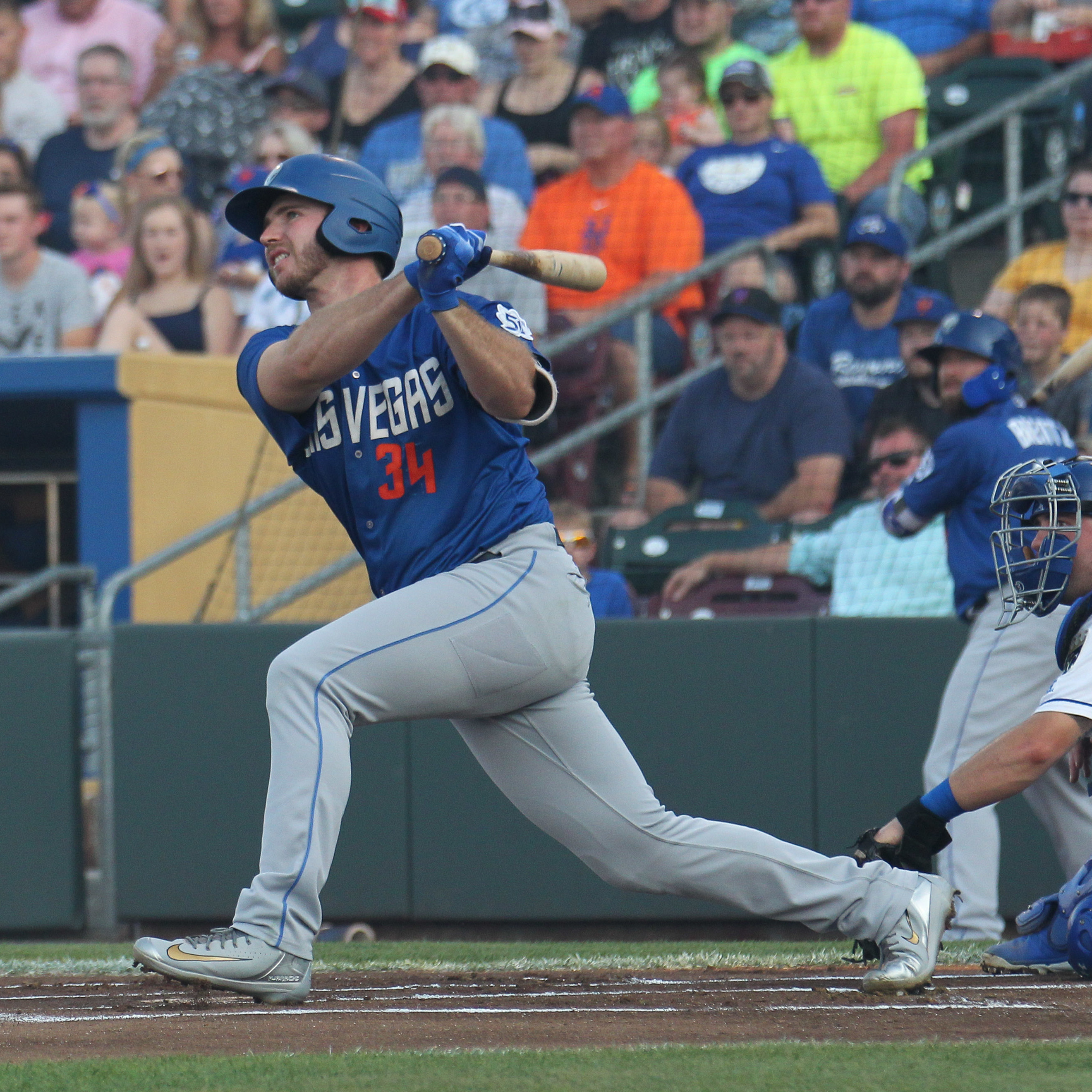
Alonso con i Las Vegas 51s nel 2018

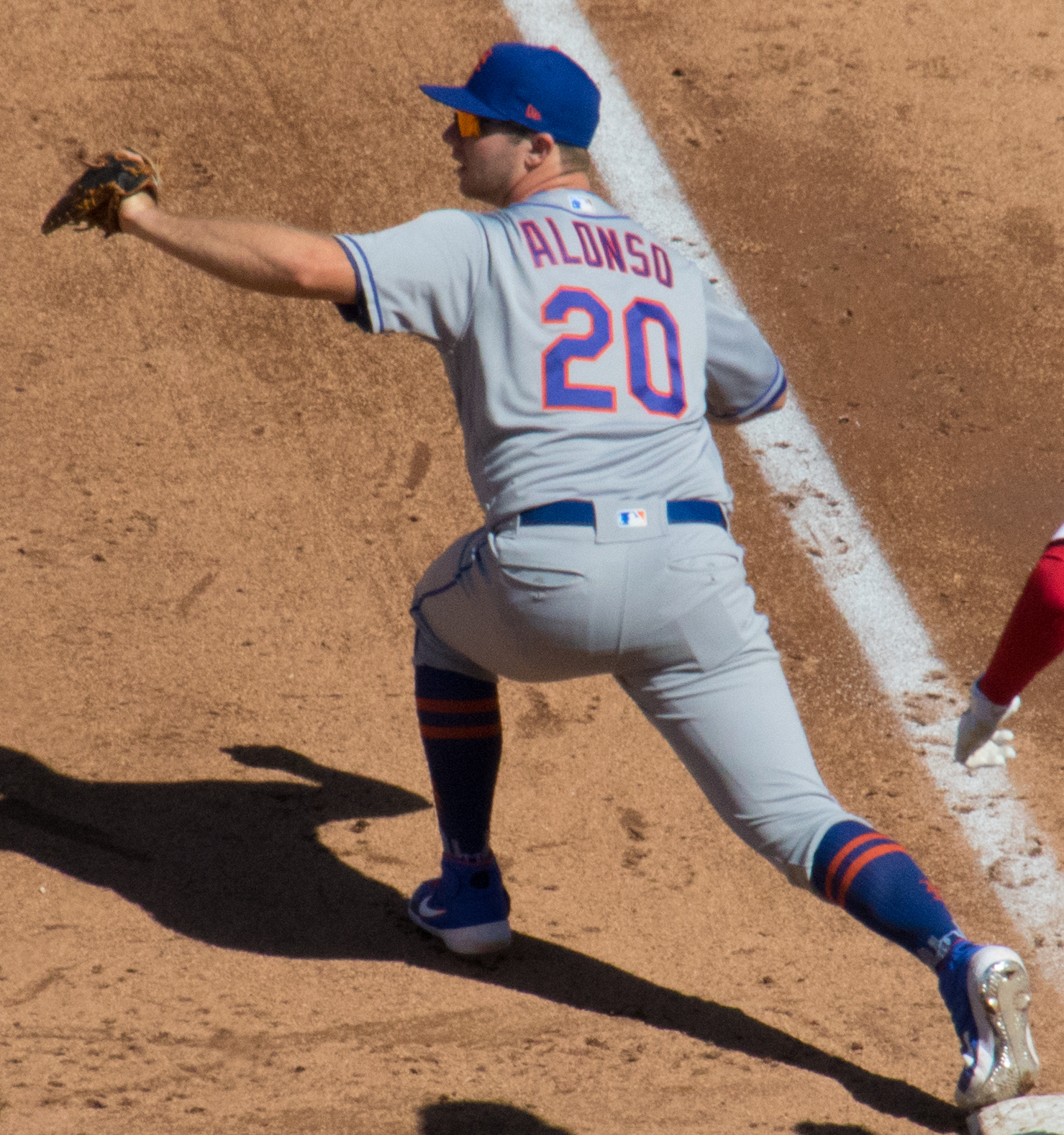
Pete Alonso con i Mets nel 2019

### Minor League Baseball
Alonso fu scelto nel corso del secondo giro, come 64ª scelta assoluta del Draft MLB 2016 dai New York Mets, ottenendo un bonus alla firma di 909.200 dollari. Iniziò lo stesso anno nella classe A-breve. Nel 2017 giocò in classe A-avanzata e disputò le prime partite in Doppia-A. Nel 2018 partecipò alla Doppia-A e alla Tripla-A.

### Major League Baseball
Alonso debuttò nella giornata inaugurale della MLB il 28 marzo 2019, al Nationals Park di Washington contro i Washington Nationals, battendo la sua prima valida. Il primo fuoricampo lo batté alla quarta partita contro i Miami Marlins. Alla fine di aprile fu premiato come rookie del mese della National League dopo avere battuto 9 home run e 26 punti battuti a casa (RBI).
Il 22 giugno, Alonso batté il suo 26º home run, superando il record per un rookie della National League prima della pausa per l'All-Star Game, primato precedentemente detenuto da Cody Bellinger, che ne aveva fatti registrare 25 nel 2017. Il giorno successivo, con il 27º fuoricampo, batté il record assoluto per un debuttante dei Mets stabilito da Darryl Strawberry nel 1983. Alla fine di giugno fu convocato per l'All-Star Game e premiato nuovamente come rookie del mese. A fine stagione superò il record assoluto per un rookie di 52 fuoricampo che apparteneva a Aaron Judge, chiudendo a quota 53.

## Palmarès
- MLB All-Star: 4

2019, 2022-2024
- Miglior battitore della National League per numero di fuoricampo: 1

2019
- Vincitore dell'Home Run Derby: 2

2019, 2021
- Rookie dell'anno della National League- 2019
- Rookie del mese della National League: 2

aprile e giugno 2019
- Giocatore della settimana della NL: 1

23 giugno 2019